# Жайрем (рудник)
Жайрем (рудник) — підприємство гірничорудної промисловості в Улитауській області Казахстану.
Родовище барит-поліметалічних руд Жайрем відкрили в 1951 році. Розробку почали в 1971-му з Дальнозападної ділянки, на якій працювали кар'єри № 1 та № 2. В 1985-му стартував видобуток з кар'єру ділянки Западная.
Оскільки облаштування не включало власних потужностей зі збагачення, руда транспортувалась на розташовані за сотні кілометрів Кентауську та Текелійську збагачувальні фабрики. Як наслідок, після краху планової економіки надмірні транспортні витрати призвели до зупинки видобутку — на Западній ділянці з 1993-го, на Дальнозападній з 1995-го. Кар'єри Дальнозападної ділянки, що на той час досягнули глибини у 156 та 180 метрів, до 1999-го залишалися на сухій консервації, після чого відкачування води припинилось і вони виявились затопленими. У 1999-му спробували відновити обмежений видобуток з кар'єру Западної ділянки, проте цей проєкт зазнав невдачі через недостатній попит на баритовий концентрат.
У середині 2010-х група Жайремського гірничо-збагачувального комбінату отримала нового власника, який мав наміри передусім розробляти поліметалічні руди. Як наслідок, у 2015-му провели модернізацію наявних збагачувальних потужностей, а потім узялись за спорудження нового потужного збагачувального майданчика поліметалічних руд, який став до ладу в 2021-му. У комплексі з цим у 2018-му узялись за відновлення видобутку на кар'єрі Західної ділянки Жайрему. За 2020-й звідси отримали 427 тисяч тонн поліметалічної та 168 тисяч тонн баритової руди, при цьому кар'єр досягнув глибини у 105 метрів. Надалі планується також осушити і ввести в дію Дальнозападну ділянку.
Станом на початок 2021 року за Западною ділянкою числилися балансові запаси у 43,5 млн тонн (з них 31,5 млн тонн барит-поліметалічної та 12 млн тонн баритової), тоді як балансові запаси  Дальнозападної ділянки оцінювались у 33 млн тонн руди (з них 21,5 млн тонн поліметалічної, 11 млн тонн барит-поліметалічної та 0,5 млн тонн баритової).